# Diapetimorpha leucopygus
Diapetimorpha leucopygus là một loài tò vò trong họ Ichneumonidae.